# Mesquite (comté de Borden, Texas)
Pour les articles homonymes, voir Mesquite.
Mesquite est une ancienne localité et dorénavant une ville fantôme, qui était située le long de la route farm-to-market 1 054, au nord-ouest de Gail et du comté de Borden, au Texas, aux États-Unis. Une école y est ouverte en 1905 et reste ouverte jusqu'au début des années 1930. Eloignée des grands axes routiers, elle est restée une localité rurale. Au début des années 2000, elle ne compte plus aucun habitant.

### Source de la traduction
- (en) Cet article est partiellement ou en totalité issu de l’article de Wikipédia en anglais intitulé « Mesquite, Borden County, Texas » (voir la liste des auteurs).